# Pristimantis petersioides
Pristimantis petersioides — вид жаб родини Craugastoridae. Описаний у 2021 році.

## Назва
Видова назва petersioides вказує на схожість виду з Pristimantis petersi.

## Поширення
Pristimantis petersioides відомий із шести місцевостей на східних схилах Анд Еквадору на висотах між 1221–2300 м над рівнем моря.

## Екологія
Вид був зафіксований у первинному лісі і рідше у вторинному лісі. Під час нічних спостережень виявляли особин, які зазвичай сиділи на папороті, травах, листках, гілках або всередині бромелієвих на висоті до 350 см над землею, як правило, поблизу водойм. У січні та лютому було знайдено три пари під час спаровування.